# St. Maria Magdalena (Posen)

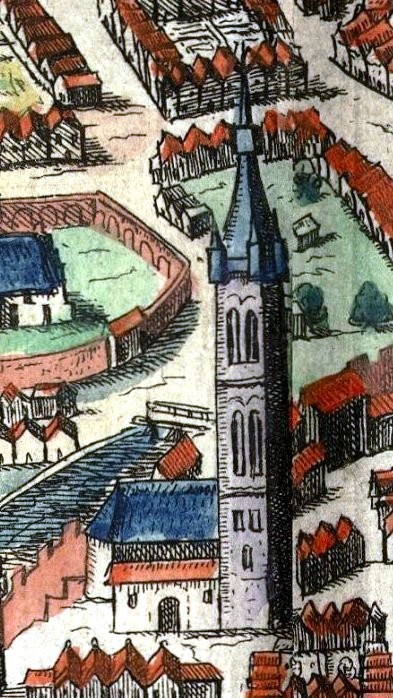
St. Maria Magdalena, 1618

St. Maria Magdalena (polnisch Kolegiata św. Marii Magdaleny) war die größte Pfarrkirche der Stadt Poznań (Posen) in Polen. Sie wurde 1263 erbaut und 1802 abgerissen.

## Geschichte
Im Jahr 1252 beschlossen der Bischof und das Domkapitel von Posen den Bau einer neuen Pfarrkirche am linken Ufer der Warthe. 1253 wurde dies in der Stadtrechtsverleihungsurkunde bekräftigt.
1263 war der erste Kirchenbau abgeschlossen und erhielt das Patrozinium der heiligen Maria Magdalena.
1282 wurde er dem Orden der Dominikanerinnen übergeben. 1388 erfolgten Umbauten.
1447 brannte die Kirche beim großen Stadtbrand erstmals nieder.
1470 wurde sie wieder instand gesetzt und 1471 an ein Stiftskapitel mit 14 Stiftsherren übergeben.
1540/41 predigte der Dominikaner Andreas Simon (Andrzej Szymon) reformatorische Ideen und wurde dafür aus der Stadt gewiesen.
1555 übergab der polnische König Sigismund August die Kirche an den Magistrat als Patron.
1657 wurde sie von schwedischen Soldaten in Brand gesetzt und brannte fast vollständig aus. 1661 wurde sie wieder eingeweiht.
1773 brannte die Kirche durch einen Blitzschlag nieder. 1777 stürzte eine Mauer beim Wiederaufbau ein, 1780 brannte das Gebäude erneut nieder.
Danach wurde die Kirche aufgegeben, und die Gemeinde zog in die benachbarte ehemalige Jesuitenkirche (jetzt Basilika der Mutter Gottes von der immerwährenden Hilfe und der heiligen Maria Magdalena) um.
1802 wurden die verbliebenen Ruinen und der Kirchturm abgerissen.
Seitdem befindet sich dort ein unbebaute Freifläche, jetzt Plac Kolegiacki.
1996 fanden erstmals archäologische Ausgrabungen statt, bei denen über 1000 Gräber und weitere Fundstücke entdeckt wurden.
Von 2018 bis 2020 gab es weitere umfangreiche Untersuchungen, bei denen etwa 18.000 Artefakte geborgen wurden.

## Architektur
Die Kirche St. Maria Magdalena war eine große gotische dreischiffige Hallenkirche mit Querschiff und drei Apsiden. Sie war etwa 70 Meter lang, 42 breit,  der Turm war etwa 100 Meter hoch, mit Haube 112 Meter, und damit einer der höchsten in Mitteleuropa.
Es gab 52 Altäre, und 21 Kapellen und Grüfte von Gilden, Bruderschaften und wohlhabenden Familien der Stadt.